# Carly Patterson
Carly Patterson född den 4 februari 1988 i Baton Rouge, Louisiana, är en amerikansk gymnast.
Hon tog OS-silver i bom, OS-guld i den individuella mångkampen och dessutom OS-silver i lagmångkampen i samband med de olympiska gymnastiktävlingarna 2004 i Aten.